# Knocknafallia
Knocknafallia är ett berg i republiken Irland.   Det ligger i grevskapet Waterford och provinsen Munster, i den centrala delen av landet, 170 km sydväst om huvudstaden Dublin. Toppen på Knocknafallia är 670 meter över havet, eller 155 meter över den omgivande terrängen. Bredden vid basen är 2,6 km. Knocknafallia ingår i Knockmealdown Mountains.
Terrängen runt Knocknafallia är huvudsakligen lite kuperad. Knocknafallia ligger uppe på en höjd som går i öst-västlig riktning.Runt Knocknafallia är det ganska glesbefolkat, med 22 invånare per kvadratkilometer. Närmaste större samhälle är Cluain Meala, 18,5 km nordost om Knocknafallia. Trakten runt Knocknafallia består i huvudsak av gräsmarker.